# Colne (Cambridgeshire)
Colne – wieś w Anglii, w hrabstwie Cambridgeshire, w dystrykcie Huntingdonshire. Leży 19 km na północny zachód od miasta Cambridge i 96 km na północ od Londynu.